# 矮根節蘭
狭叶虾脊兰（学名：Calanthe angustifolia），又名矮根節蘭，为兰科虾脊兰属下的一种植物。